# باولو أندريه دي أوليفيرا
باولو أندريه دي أوليفيرا (بالبرتغالية: Paulo André de Oliveira‏) هو منافس ألعاب قوى برازيلي، ولد في 20 أغسطس 1998 في فيلا فاليا في البرازيل.

## وصلات خارجية
- باولو أندريه دي أوليفيرا على موقع الاتحاد الدولي لألعاب القوى (الإنجليزية)
- باولو أندريه دي أوليفيرا على موقع اللجنة الأولمبية الدولية (الإنجليزية)
- باولو أندريه دي أوليفيرا على موقع أوليمبيديا (الإنجليزية)